# The Witcher 3: Wild Hunt
The Witcher 3: Wild Hunt (polnischer Originaltitel: Wiedźmin 3: Dziki Gon, übersetzt etwa: Der Hexer 3: Die Wilde Jagd) ist ein Action-Rollenspiel des polnischen Entwicklerstudios CD Projekt RED. Es wurde am 19. Mai 2015 veröffentlicht, als Nachfolger der Spiele The Witcher (2007) und The Witcher 2: Assassins of Kings (2011).
Wie seine Vorgänger basiert The Witcher 3 auf der Hexer-Romanreihe des polnischen Schriftstellers Andrzej Sapkowski. Im Mittelpunkt des Spiels steht als Spielerfigur erneut der Hexer Geralt von Riva, auf der Suche nach seiner Ziehtochter Ciri, die sich auf der Flucht vor der titelgebenden „Wilden Jagd“ befindet. Im Spiel kommt die eigens entwickelte Spiel-Engine REDengine in der Version 3 zum Einsatz.

## Handlung
Zusammen mit seinem Mentor, dem Hexer Vesemir, befindet sich Geralt von Riva auf der Suche nach der Zauberin und Geralts ehemaliger Geliebten, Yennefer von Vengerberg. Dabei durchziehen sie das vom Krieg verwüstete Temerien, das sich, wie alle „Nördlichen Königreiche“, einer Invasion des mächtigen Kaiserreichs Nilfgaard erwehrt. Das Land droht im Chaos zu versinken. Die Bevölkerung leidet nicht nur unter der Invasionsarmee, sondern auch unter Deserteuren, Räuberbanden und umherstreifenden Monstern. Dem Verlust der öffentlichen Ordnung und Sicherheit begegnen viele Bewohner mit der Verehrung des „Ewigen Feuers“, einer fanatischen Religion, die vor allem Jagd auf Zauberer und „Anderlinge“, wie Elfen, Zwerge oder Halblinge, macht.
In einer abgelegenen Taverne in Weißgarten treffen sie schließlich auf Yennefer, die von einer nilfgaardischen Garde begleitet wird. Sie überredet Geralt zu einem Treffen mit Emhyr var Emreis, dem Kaiser von Nilfgaard. Dieser wünscht eine Unterredung mit Geralt in Wyzima, der früheren Hauptstadt des inzwischen besetzten Temerien. Beim Ritt dorthin werden Yennefer, Geralt und der Konvoi jedoch von der Wilden Jagd, geisterhaften Kriegern in schweren Rüstungen, verfolgt und angegriffen.
In Wyzima beauftragt der Kaiser Geralt mit der Suche nach seiner leiblichen Tochter, Cirilla Fiona Elen Riannon, kurz Ciri. Gemäß einem alten Hexerbrauch kam diese als Zehnjährige als sogenanntes „Überraschungskind“ zu Geralt, nachdem dieser ihren Vater, vor ihrer Geburt, von einem Fluch befreite. Auf der weit im Norden gelegenen Hexerfestung Kaer Morhen bildete Geralt sie fortan zur Monsterjägerin aus und entwickelte Vatergefühle für sie. Die aschblonde Ciri, inzwischen 23 Jahre alt, ist ein Kind „Älteren Blutes“, also die letzte Überlebende einer sehr alten elfischen Blutlinie, was ihr besondere Fähigkeiten verleiht, wie die Beeinflussung von Raum und Zeit. Sie befindet sich auf der Flucht vor der Wilden Jagd, mysteriösen Elfen aus einer anderen Sphäre, die sich ihre Fähigkeiten zunutze machen wollen. Der Kaiser trägt Geralt auf, Ciri zu finden und wohlbehalten zu ihm zu bringen.
Ohne Anhaltspunkte begibt sich Geralt nach Velen, wo er sich durch den Kontakt zu einem nilfgaardischen Spion weitere Informationen erhofft. Den Spion findet Geralt jedoch nur tot vor, von der Wilden Jagd zu Tode gefoltert. Allerdings findet er in dessen Aufzeichnungen Hinweise, die Ciri auf Krähenfels vermuten. Auf der Burg Krähenfels herrscht der selbsternannte Baron Phillip Strenger, auch der „Blutige Baron“ genannt. Der Baron zeigt sich bereit, Geralt über Ciri zu berichten, aber nur, wenn dieser seine entführte Frau und seine Tochter wohlbehalten zurückbringt. Geralt findet heraus, dass die beiden aber keineswegs entführt wurden, sondern bewusst vor dem Baron, seinen alkoholbedingten Launen und seinen Gewaltausbrüchen flohen.
In der Stadt Oxenfurt findet Geralt die Tochter des Barons. Diese weigert sich aber entschieden, jemals wieder zu ihrem Vater zurückkehren zu wollen. Eine weitere Spur führt für Geralt zum Zusammentreffen mit der Zauberin Keira Metz. Von ihr erfährt er, dass ein mysteriöser Elfenmagier nach Ciri sucht. Beim Durchsuchen seiner Bibliothek stoßen sie auf Informationen, die Ciri im Buckelsumpf vermuten. Über den Sumpf und den Wald herrschen die „Muhmen“, drei mächtige und grausame Hexen, die von Dorfbewohnern verehrt und mit grausigen Opfern bedacht werden. Im Sumpf befindet sich ebenfalls ein „Waisenhaus“, wobei die Kinder von einem misstrauischen alten Weib betreut werden. Die Muhmen verlangen von Geralt, einen alten Baum, in dem sich ein angeblich böser Geist befindet, zu vernichten. Dieser nennt jedoch Gründe für sein Verhalten und bittet Geralt, ihn zu befreien, damit er sich an den Muhmen und den Dorfbewohnern rächen kann. Von den Muhmen erfährt Geralt, dass diese Ciri gefangen hielten. Bevor sie sie jedoch verspeisen konnten, floh diese. Die alte Frau bei den Kindern stellt sich zudem als geistig verwirrte Anna Strenger, die Frau des Barons, heraus. Von diesem selbst erfährt er über Ciris Aufenthalt auf Krähenfels sowie, dass sich Ciri anschließend auf den Weg nach Novigrad, die große, freie Handelsstadt im Norden, machte. Das Schicksal der Beteiligten hängt dabei von Geralts Entscheidungen ab.
Novigrad steht unter dem Einfluss der Kirche des „Ewigen Feuers“, unterstützt durch Radovid, den grausamen, aber strategisch brillanten König Redaniens, der durch Hexenjäger Pogrome und öffentliche Hinrichtungen an Zauberern durchführen lässt. Dort trifft er auf seinen Zwergenfreund Zoltan Chivay und spürt Triss Merigold, eine Freundin und frühere Geliebte, auf, die sich als Zauberin verborgen halten musste. Sie verweist ihn an die Traumdeuterin Corinne Tilly, mit deren Hilfe er von Rittersporn träumt, dem Barden und langjährigen Freund Geralts, der nun von der Kirche gefangen gehalten wird. Um diesen zu befreien, begibt sich Geralt in die kriminelle Unterwelt der Stadt, trifft so auf Sigismund Dijkstra, den früheren Meisterspion Redaniens, sowie Hurensohn Junior, einen sadistischen Bandenchef. Um den Doppler Dudu zur Zusammenarbeit zu bewegen, führen Geralt und Rittersporns Freundin Priscilla ein Theaterstück mit versteckter Botschaft auf. Dudu verwandelt sich daraufhin in den toten Caleb Menge, um Rittersporn nach Oxenfurt verlegen zu lassen; während der Verlegung befreien Geralt und Zoltan Rittersporn. Nach Rittersporns Rettung erklärt ihm dieser, dass sich Ciri inzwischen auf den Skellige-Inseln im Westen befindet. Vor seiner Abreise unterstützt Geralt noch Triss, den örtlichen Zauberern die Flucht zu ermöglichen, wobei dann jedoch Radovids Hass und die Pogrome auf die Anderlinge übergreifen. Geralt bietet sich nun die Gelegenheit, am Mordkomplott gegen Radovid mitzuwirken, je nach Wunsch mit Dijkstra oder den temerischen Patrioten und Widerstandskämpfern Vernon Roche und Ves.
Mit dem Schiff reist Geralt nach Skellige, wo er erneut auf Yennefer trifft, die anreiste, um eine gewaltige magische Explosion in einem Wald zu untersuchen, was ihrer Ansicht nach in Verbindung zu Ciri steht. Zusammen wohnen sie der Beisetzung von König Bran, dem Herrscher der Skellige, einem Wikinger-ähnlichem Volk, bei. Dabei werden sie fortan Zeuge von den Streitigkeiten um die Thronfolge. Geralt kann sich dabei heraushalten oder wahlweise Cerys, die kluge und vorausschauende Tochter, oder Hjalmar, den tapferen, aber aufbrausenden Sohn, von Crach an Craite, einem alten Bekannten, unterstützen. Durch die „Maske von Uroboros“, die sie einem Druiden stehlen, erfahren Geralt und Yennefer mehr von Ciris Aufenthalt auf den Inseln. Ihre Nachforschungen führen sie in das Dorf Lofoten, das jedoch von der Wilden Jagd angegriffen und verwüstet wurde. Sie erfahren, dass Ciri mit dem jungen Dorfbewohner Skjall floh, der nun jedoch als Feigling verschrien ist. Nach dem Fund seiner Leiche wird diese von Yennefer durch Nekromantie vorübergehend wiederbelebt, wobei ihnen Skjall von Ciri berichtet. Die Leiche erzählt unter Qualen zudem von Uma, einer deformierten kleinen Kreatur, die Geralt bereits auf Krähenfels auffiel. Auf den Inseln stellen Geralt und Yennefer ihre Liebe auf eine Probe, indem sie das Band, das sie durch einen Djinn verband, von diesem lösen lassen.
Zurück in Velen beschafft sich Geralt die einfältige, entstellte Kreatur Uma, die dort als Maskottchen und Narr gehalten wurde. Er erkennt, dass auf Uma ein Fluch liegt. Geralt präsentiert Uma dem Kaiser, mit dem Verweis, es könne sich dabei um Ciri handeln, oder dass Uma zumindest in Verbindung zu ihr stünde. Mit dem Geschöpf reist Geralt nach Kaer Morhen, der inzwischen stark baufälligen Hexerfestung der Wolfsschule, um sich dort um den Fluch kümmern zu können. Von Yennefer kann der Fluch von Uma genommen werden und dieser entpuppt sich als der Elfenmagier Avallac’h, der Ciri begleitete und auf Lofoten von ihr getrennt und zum Hohn von Eredin verflucht wurde. Ciri teleportierte er zu ihrer Sicherheit auf die abgelegene Nebelinsel. Dort wurde die scheintote Ciri von gestrandeten Zwergen aufgefunden. Als Geralt sie dort auffindet, kehrt das Leben in ihren Körper zurück und die beiden sind nach langer Zeit wieder vereint.

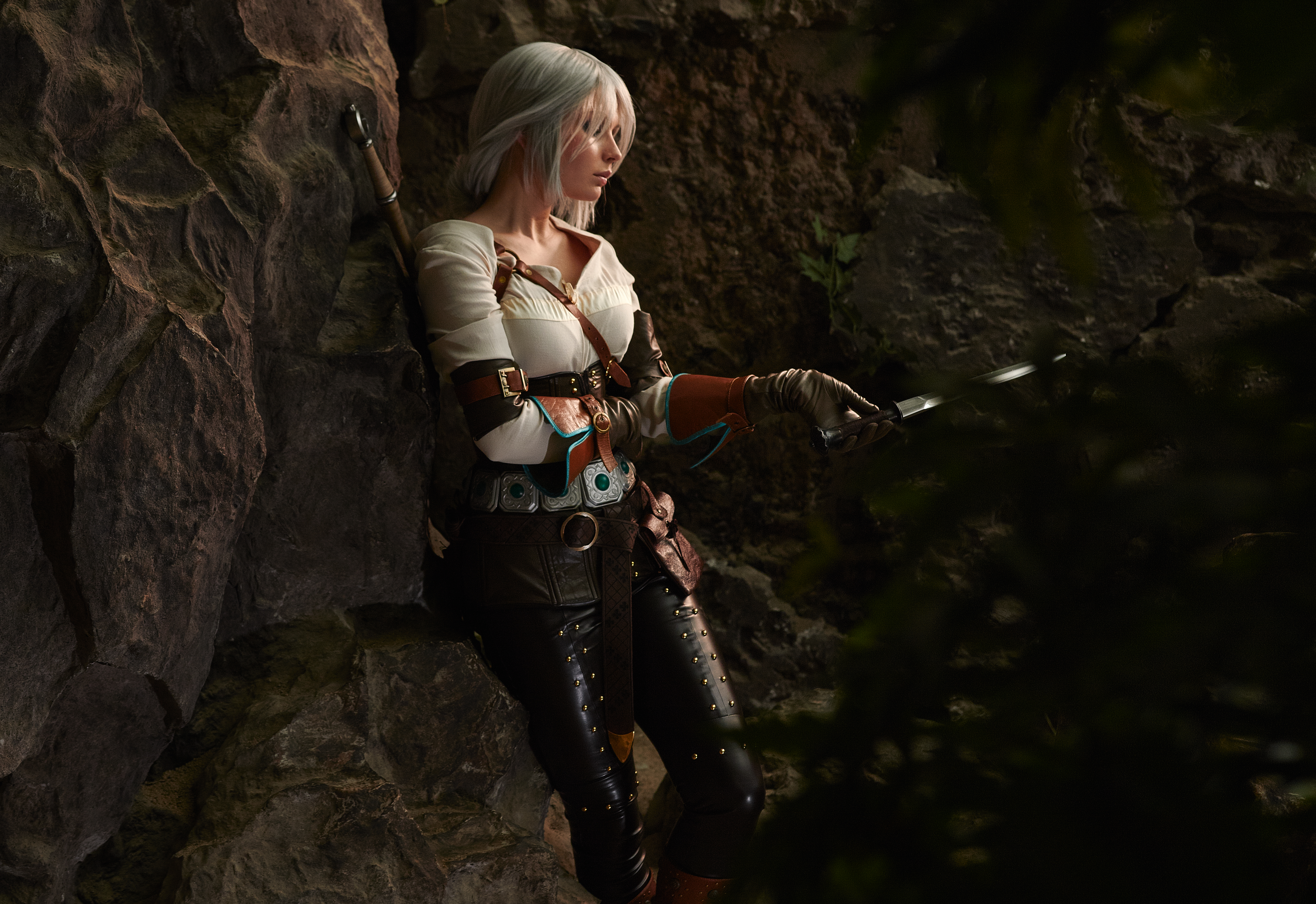
Ciri-Cosplay

Sie begeben sich zusammen zurück nach Kaer Morhen, wohlwissend, dass Ciris Anwesenheit die Wilde Jagd anziehen würde. In ihrer kleinen Gruppe aus Hexern und Zauberern bereiten sie sich auf den bevorstehenden Angriff vor. Ciri erklärt, wieso die Wilde Jagd sie verfolgt: Die Heimatdimension dieser Elfen steht kurz vor ihrer Zerstörung durch die Weiße Kälte, die das ganze Land mit Eis und Schnee überzieht. Eredin, der König dieser Elfen, möchte Ciris Fähigkeit, Raum und Zeit zu verändern, für sein Volk nutzen, um eine neue Heimat zu erobern. Beim Angriff der Wilden Jagd auf die Hexerfestung wird Vesemir von Imlerith, einem General der Wilden Jagd, getötet. Ciri versetzt dies in Trauer und Rage und ein unkontrollierter Ausbruch ihrer Kraft zwingt die Elfen zum Rückzug.
Die Gruppe beschließt, fortan in die Offensive zu gehen. Geralt nutzt den Zwist unter den Elfen für sich, Eredins Herrschaft ist nicht unumstritten. Bei einem Ritual in Velen tötet Geralt Imlerith, Ciri hingegen zwei der drei Muhmen. Sie erfahren zudem vom auf Skellige befindlichen Sonnenstein, der Eredin und seine Krieger in eine Falle locken kann. Dieser Angriff erfolgt, wobei sowohl Skellige-Krieger, als auch die nilfgaardische Flotte, eigentlich zur Invasion der Inseln anwesend, sich dem entgegenstellen. Geralt und Ciri töten Caranthir, den Magier und Navigator der Wilden Jagd, bevor Geralt Eredin stellt. Kurz vor seinem Tod verrät Eredin Geralt, dass Avallac’h, sie beide betrogen und gegeneinander ausgespielt habe.
Dimensionstore öffnen sich und die Weiße Kälte beginnt, sich auf Skellige auszubreiten. Geralt stellt Avallac’h, der Ciri wegen ihres menschlichen Blutes verachtet, aber sie als nützliches Werkzeug sieht. Avallac’h erläutert sein Verhalten. Ciri erkennt, dass nur sie mit ihrer Kraft die Dimensionsrisse und die Weiße Kälte aufhalten kann, auch wenn sie sich selbst dabei opfern muss. So schreitet sie durch ein Portal.
Anschließend beginnt der Epilog des Spieles. Je nach den vom Spieler getroffenen Entscheidungen können sich so verschiedene Verläufe und Enden zeigen. Die Haupthandlung hat drei mögliche Enden: Ciri überlebt die Weiße Kälte, Geralt erzählt Emhyr jedoch, sie wäre gestorben. Danach holt Geralt ein eigens für Ciri angefertigtes Hexer-Silberschwert ab und überreicht es ihr in der Taverne von Weißgarten. Oder Ciri überlebt die Weiße Kälte und unternimmt noch etwas mit Geralt, bevor sie von nilfgaardischen Soldaten in Weißgarten abgeholt wird; sie wird daraufhin neue Kaiserin von Nilfgaard. Zudem kann Ciri im Kampf gegen die Weiße Kälte den Tod finden. Geralt tötet daraufhin die dritte Muhme, welche Ciri ihr Medaillon gestohlen hatte. Sein weiteres Schicksal bleibt dabei unbeantwortet.
Abhängig von weiteren Entscheidungen kann die Handlung auf 36 verschiedene Arten enden, z. B. ob Geralt sich mit Yennefer, Triss oder keiner von beiden niederlässt, wer Herrscher von Skellige wird oder ob Nilfgaard oder die Nördlichen Königreiche den Krieg gewinnen.

## Spielprinzip
Das Spielprinzip entspricht weitgehend dem des Vorgängers. Der Spieler steuert hauptsächlich den Hexer Geralt aus einer Third-Person-Perspektive durch eine Spätmittelalter- und Renaissance-basierte Fantasywelt. Lediglich in einigen handlungsrelevanten Szenen übernimmt der Spieler kurzzeitig den weiblichen Charakter Ciri. Geralt trägt sowohl ein Stahl- als auch ein Silberschwert, welches Verwendung im Kampf gegen Monster findet. Er kann im Kampf bestimmte Zauber bzw. Zeichen wirken. Gegnerische Angriffe können geblockt bzw. gekontert werden, alternativ kann ihnen durch eine Rolle oder einem Seitenschritt ausgewichen werden. Die größte Neuerung ist die in der The-Witcher-Serie erstmals offene Spielwelt, die dadurch 35 Mal größer als im Vorgänger ist. Wie auch bei den Vorgängern wirken sich die vom Spieler getroffenen Entscheidungen maßgeblich auf den weiteren Verlauf der Geschichte aus, insgesamt besitzt das Spiel 36 verschiedene Enden. Durch dieses Prinzip sollen dem Spieler die Folgen seiner Entscheidungen bewusst werden. Der Spieler soll für die Haupthandlung mindestens 100 Stunden Spielzeit benötigen, für die optionalen Nebenhandlungen sind weitere 50 Stunden veranschlagt. Der Spieler ist dabei nicht gezwungen, strikt der Haupthandlung zu folgen. Als Hexer, also professioneller Monsterjäger, hat man als Geralt stets die Möglichkeit, nach Belieben verschiedene Nebenmissionen und Hexeraufträge anzunehmen, die sich an Anschlagsbrettern in vielen Ortschaften befinden oder „Zufallsquests“ anzugehen. Diese wurden dabei als durchaus komplex und spannend gelobt. Großer Beliebtheit erfreute sich auch das ins Spiel integrierte Kartenspiel „Gwint“, wobei in der gesamten Spielwelt Spieler gefunden und Karten gewonnen oder gekauft werden können. Die Beliebtheit dieses strategischen Kartenspiels sorgte dafür, dass CD Projekt RED 2018 das Ablegerspiel Gwent: The Witcher Card Game nach einer längeren Open-Beta-Phase veröffentlichte.

## Entwicklung
The Witcher 3 wurde als Abschluss der Erzählung mit Hexer Geralt als Protagonisten angekündigt. Die Entwicklungs- und Marketingkosten wurden von CD Projekt im Juni 2013 gegenüber der polnischen Wirtschaftszeitung Puls Biznesu auf mehr als 110 Millionen Złoty veranschlagt, davon 45 Millionen Złoty für die Entwicklung und Marketingmaßnahmen in Höhe von 25 Millionen US-Dollar. The Witcher 3 galt damit als teuerste polnische Computerspielproduktion. An der Produktion waren bis zu 230 Personen beteiligt. Laut der Website Gazeta.pl vom 9. Juni 2015 lagen die Produktionskosten am Ende bei mehr als 32 Millionen US-Dollar (120 Millionen Złoty) und das Marketingbudget betrug 35 Millionen US-Dollar.

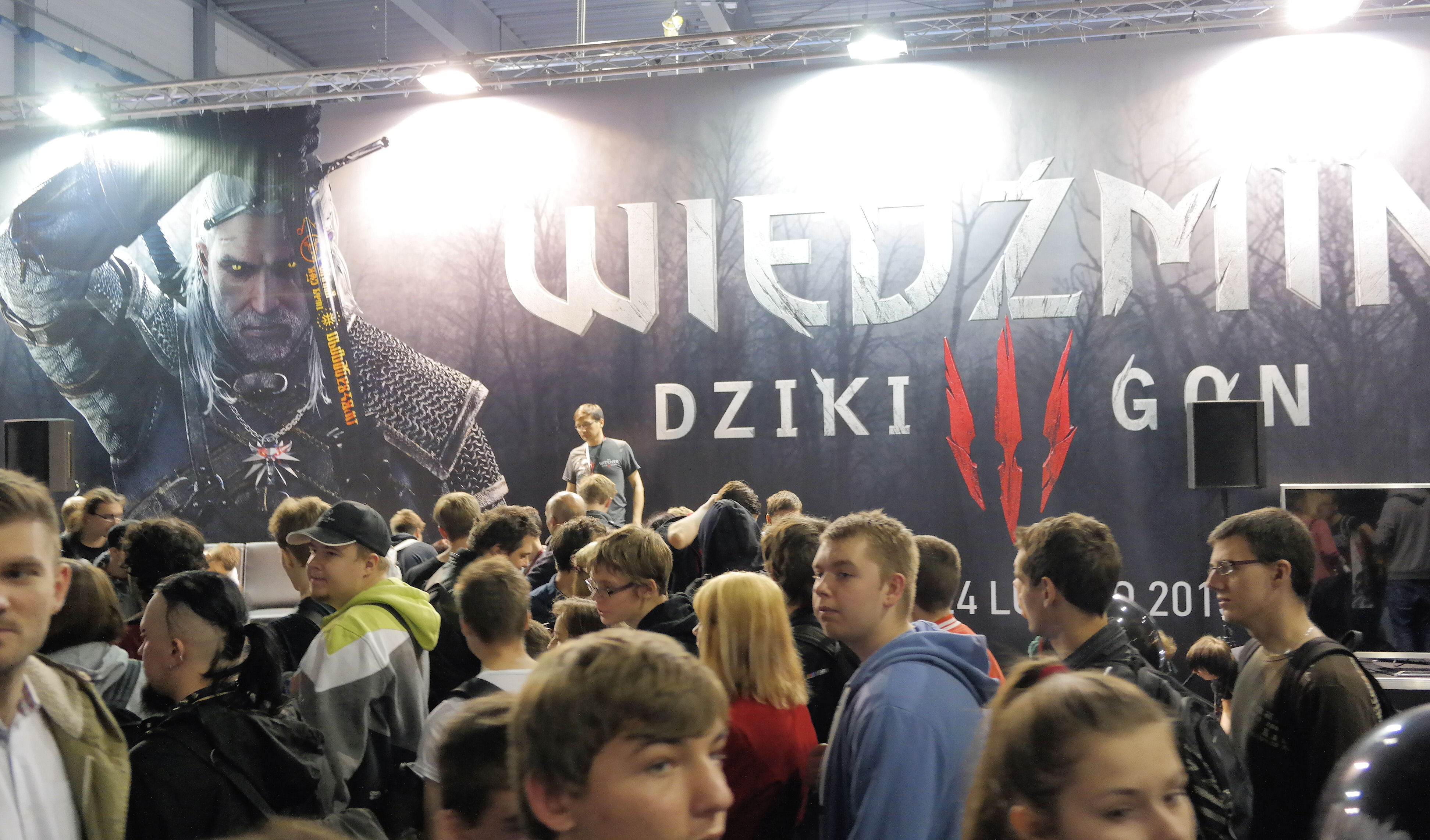
Spielpräsentation in Posen (2014)

Ursprünglich sollte das Spiel im Herbst 2014 erscheinen, auf der E3 im Juni 2014 wurde jedoch eine Verschiebung der Veröffentlichung auf den 24. Februar 2015 angekündigt. Als Hauptgrund wurden Performance-Probleme genannt, die ein flüssiges Spielen verhinderten. Um das Spiel auf Konsole zum Laufen zu bringen, wurde unter anderem das Streaming-System neu geschrieben, durch das nur die Inhalte in der unmittelbaren Umgebung der Figur neu geladen wurde. Im Dezember 2014 wurde der Veröffentlichungstermin um weitere zwölf Wochen auf den 19. Mai 2015 verschoben, da die Größe und der Umfang des Programms weitere Zeit für die Qualitätssicherung erforderlich gemacht hätten. Die Entwicklung neuer Inhalte war zu diesem Zeitpunkt bereits abgeschlossen. Die USK vergab für die unveränderte deutschsprachige Version eine Altersfreigabe ab 18 Jahren. Am 16. April 2015 wurde die Goldmeldung ausgegeben, die den Abschluss der Entwicklungsarbeiten markiert.
Entwickler CD Projekt kündigte im Vorfeld an, das Spiel mit 16 kostenlosen Downloaderweiterungeren (DLC) zu unterstützen, jeweils zwei Erweiterungen pro Woche nach Erstveröffentlichung. Ebenfalls noch vor Abschluss der Entwicklungsarbeiten kündigte der Entwickler weiterhin zwei kostenpflichtige Erweiterungen, Hearts of Stone und Blood and Wine, für den 13. Oktober 2015 und den 31. Mai 2016 an.
CD Projekt bekräftigte im Vorfeld der Veröffentlichung die bereits früher geäußerte Firmenposition, auf Digitales Rechtemanagement (DRM) verzichten zu wollen. Das Spiel selbst ist daher wie die Vorgängertitel mit keiner zusätzlichen Kopierschutzsoftware ausgestattet. Dennoch richten sich zwei Maßnahmen gegen Schwarzkopien. Zum einen erfordern alle auf Datenträger ausgelieferten Erstauflagen des Spiels nach der Installation den einmaligen Download einer zusätzlichen Datei, ohne die das Spiel nicht starten kann. Dies wurde als Maßnahme umschrieben, die einen frühzeitigen Leak des Spiels während des Herstellungsprozesses verhindern solle. Später produzierte Auflagen sollten auf diese Maßnahme verzichten. Zum anderen wurde allen Verkaufsversionen für PC ein Code für CD Projekts Online-Distributionsplattform GOG.com beigelegt, ohne den der Spieler keinen Zugriff auf Patches, Gratis-DLCs und Boni wie den Soundtrack erhält. Hinzu kommen gegebenenfalls herstellerunabhängige Kopierschutzmethoden der jeweiligen Onlinedistributoren, z. B. Steam.
Für den Soundtrack des Spieles zeichneten der Komponist Marcin Przybylowicz und die polnische Folk-Band Percival aus Lüben verantwortlich. Von der seit 2005 bestehenden Gruppe, die sich nach dem Charakter Percival Schuttenbach, aus den Hexer-Romanen, benannte, wurden für das Spiel bereits bestehende Kompositionen, als auch eigens neueingespielte Lieder, verwendet. Für das musikalische Hauptthema, sowie weitere Orchestermusik, war das Brandenburgische Staatsorchester Frankfurt, unter der Leitung von Bernd Ruf, verantwortlich.
Geralts Schwertkampfstil orientiert sich an der Deutschen Fechtschule, geprägt etwa durch Johann Liechtenauer. Die Motion-Capture-Aufnahmen choreographierte dabei der polnische Stuntman Maciej Kwiatkowski, der den Kampf mit dem Langschwert bewusst mit einem tänzelnden Stil verband.

## Technik
Die ausgelieferten Konsolenversionen unterscheiden sich technisch in einigen Details. Während die PlayStation-4-Fassung in einer nativen Auflösung von 1080p läuft, berechnet die Xbox One das Spiel laut Entwickler dynamisch in einer Auflösung zwischen 900p (1600×900 Bildpunkte) und 1080p. 1080p lassen sich allerdings nur in vorgefertigten Videosequenzen und im Hauptmenü der Xbox-Fassung nachweisen. Neben der höheren Auflösung profitiert das Spiel auf PS4 von besserer Texturfilterung, ist ansonsten aber optisch mit der Xbox-Fassung identisch.
Bei Auslieferung war die PS4-Bildwiederholungsrate auf maximal 30 Bilder pro Sekunde (FPS) beschränkt. V-Sync in Kombination mit Double Buffering sorgte zudem dafür, dass die Bildrate bei Einbruch der Performance weitgehend auf konstante 20 Bilder pro Sekunde abfiel. Die Xbox-Fassung erlaubte dagegen zunächst eine flexible Bildwiederholungsrate mit bis zu 40 Bildern pro Sekunde. Aufgrund stark variierender Standbildzeiten (Framepacing) lag die Xbox-Version in flüssiger Bewegtbilddarstellung dennoch hinter der PS4-Fassung. Patch 1.03 beschränkte die Bildrate der Xbox-Fassung nach oben mit 30 fps und löste damit die Framepacingproblematik weitgehend. Mit Patch 1.07 wurde auf Xbox das DoubleBuffer-Setup und somit das 20-FPS-Verhalten der PS4-Version ergänzt. Im Gegensatz zum Frameratelock von Patch 1.03 wurde dies als nachteilig empfunden.
Die PC-Version des Spiels unterstützt die Nvidia-Technik HairWorks für eine realistischere Darstellung von Haaren und Tierfellen. Für die PlayStation 4 Pro veröffentlichte CD Projekt RED im Oktober 2017 die Patches 1.50 und 1.51, welche das Spiel dieser leistungsstärkeren Konsolenvariante anpassten und so nun für 4K-UHD-Auflösung und bessere Performance und Stabilität sorgten. Für die Xbox One X folgte dieses Update (Version 1.60) im Dezember 2017, zusätzlich mit optionaler HDR-Unterstützung. Für die PS4 Pro folgte diese HDR-Unterstützung im April 2018, zusammen mit Fehlerbehebungen, die im 4K-Modus auftraten (Patch 1.61).

## Mod Editor
Im November 2023 kündigten CD Projekt RED an, 2024 einen Mod Editor veröffentlichen zu wollen. Seit 2015 ist bereits ein MODkit verfügbar, mit dem für das Spiel zahlreiche Mods erstellt wurden. Der neue Editor soll allerdings noch viel tiefgreifendere Änderungen möglich machen.

## Synchronisation
Die deutschen Sprachaufnahmen fanden im G&G-Tonstudio in Kaarst (u. a. Day of the Tentacle, Sam & Max) statt. Sofern diese darin vorkamen, erhielten alle Charaktere, mit Ausnahme der Triss Merigold, die gleichen Sprecher wie im Vorgängerspiel.

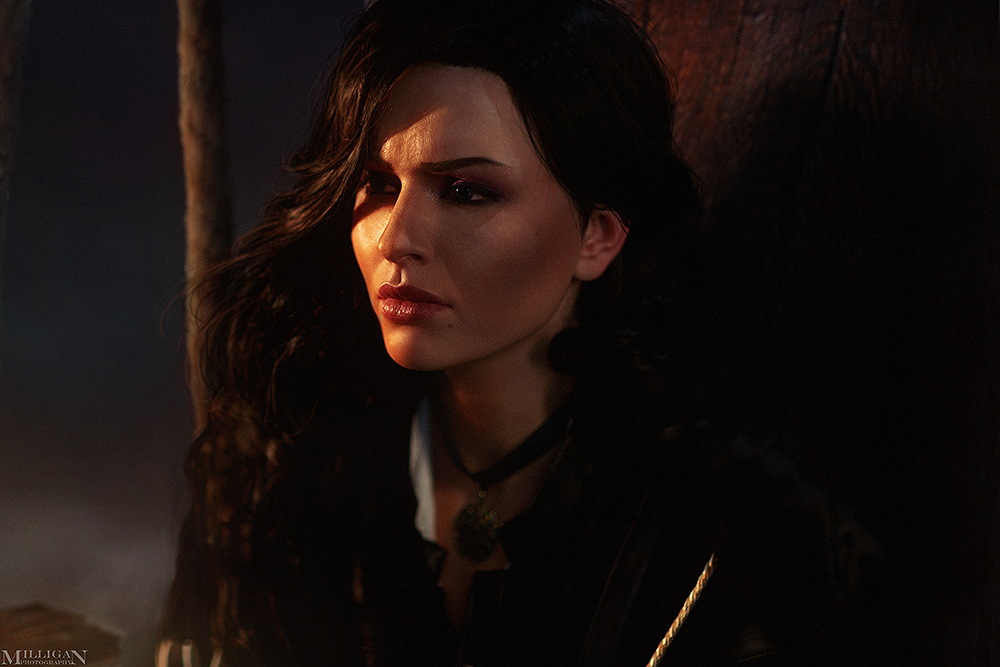
Yennefer-Cosplay

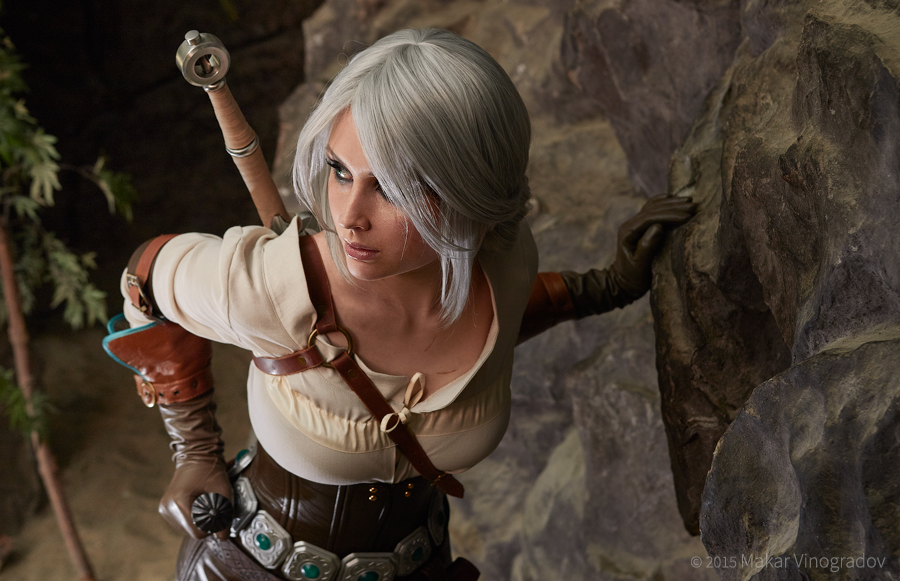
Ciri-Cosplay

| Rollenname                        | Synchronsprecher/in  |
| --------------------------------- | -------------------- |
| Geralt von Riva                   | Markus Pfeiffer      |
| Yennefer von Vengerberg           | Katrin von Chamier   |
| Cirilla Fiona Elen Riannon (Ciri) | Katrin Heß           |
| Triss Merigold                    | Vanessa Wunsch       |
| Philip Strenger                   | Dieter Brandecker    |
| Lambert                           | David M. Schulze     |
| Sigismund Dijkstra                | Rolf Berg            |
| Rittersporn                       | Oliver Schnelker     |
| Zoltan Chivay                     | Dieter Brink         |
| Eskel                             | Olaf Reitz           |
| Crach an Craite                   | Peter Harting        |
| Mäussack                          | Axel Gottschick      |
| Vesemir                           | Bert Cöll            |
| Emhyr var Emreis                  | Hendrik Stickan      |
| Letho von Guleta                  | Tom Jacobs           |
| Priscilla                         | Birte Baumgardt      |
| Cerys an Craite                   | Julia von Tettenborn |
| Hjalmar an Craite                 | Arne Obermeyer       |
| Caleb Menge                       | Volker Wolf          |
| Hurensohn Junior                  | Daniel Werner        |
| Vernon Roche                      | Philipp Schepmann    |
| Radovid                           | Lars Schmidtke       |
| Ves                               | Milena Karas         |
| Philippa Eilhart                  | Michaela Kametz      |

## Veröffentlichung und Erweiterungen
Die Erstauflage des Spiels erschien am 19. Mai 2015 in einem Schuber, mit einer zusätzlichen Soundtrack-CD, einem Aufkleber, einer Landkarte, einem kleinen Kompendium und einem Dankesschreiben der Entwickler. Zusätzlich zu dieser Version erschien eine „Limited Edition“, mit einem gebundenen Artbook, dem kleinen Comicband Killing Monsters, einem Wolfskopfanhänger, einem Steelbook und einer Statue, die Geralt im Kampf mit einem Greifen zeigt.
Anschließend veröffentlichte CD Projekt RED vom 19. Mai 2015 bis zum 17. August 2015 16 kostenlose Downloaderweiterungen, in wöchentlichem Abstand. Diese beinhalteten etwa weitere Frisuren und Bärte für Geralt, Rüstungen, alternative Kleider für Yennefer und Ciri, neue Gwint-Karten, zusätzliche Animationen, den Modus „Neues Spiel Plus“, sowie weitere Spielmissionen in Form von Hexeraufträgen.
Als kostenpflichtige DLCs erschienen am 13. Oktober 2015 Hearts of Stone und am 31. Mai 2016 Blood and Wine
Am 30. August 2016 erschien The Witcher 3: Wild Hunt als sogenannte „Game-of-the-Year-Edition“. Neben dem Hauptspiel umfasst diese alle kostenlosen und kostenpflichtigen DLCs sowie den aktuellen Patchstand. Bereits vorhandene Spielstände sind mit dieser Fassung nicht kompatibel.
Am 15. Oktober 2019 erschien die „Complete-Edition“ des Spiels für die Nintendo Switch. Diese Version enthält alle jemals erschienenen Downloadinhalte und Patches, ist also auf dem Stand der „Game-of-the-Year-Edition“. Nach einem Update ist zudem, neben Deutsch und Englisch, Französisch als Sprachausgabe samt Untertiteln verfügbar.

## Rezeption

### Kritiken
Allgemein wurde das Spiel mitsamt seinen Erweiterungen herausragend positiv aufgenommen und es erzielte in der Fachpresse durchgehend hohe Wertungen. Besonders hervorgehoben wurden die grafische Aufmachung, die umfangreiche Spielwelt und das Storytelling.
The Witcher 3 wurde vom deutschen Computerspielemagazin 4Players nach einer Präsentation auf der Spielemesse Gamescom unter anderem mit „Diese Spielwelt sieht fantastisch aus“ gelobt.
Das englischsprachige Onlinemagazin GameCritics kritisierte das Kampfsystem, welches zwar besser als bei den Vorgängern sei, aber nicht gut genug, um bei einem Spiel dieser Größe auf Dauer interessant zu bleiben.

„Riesige Spielwelt, starke Story, 100 Stunden Quests, Top-Grafik und spannende Entscheidungen - CD Projekts Ambitionen grenzten an Größenwahn. Doch im Test der PS4- und PC-Fassung zeigt sich: Die Polen haben sich selbst übertroffen, das Finale der Geralt-Trilogie erfüllt nahezu alle Erwartungen.“

„The Witcher 3 verzaubert mit einer Märchenwelt, wie man sie noch nicht gesehen hat - und liefert die neue Messlatte für Rollenspiele.“

„CD Project RED gelingt der krönende Abschluss einer epischen Saga. Dieses Rollenspiel erreicht in offener Welt eine ungeheure atmosphärische Dichte, weil es nicht nur das Spektakuläre und Kämpferische inszeniert, sondern auch die leisen Töne trifft und das aufmerksame Erkunden belohnt. Es besticht durch enorm hohe Questqualität sowie erzählerische Klasse inklusive direkter sowie erst später wirksamer Konsequenzen, die einen immer wieder überraschen oder entsetzen. (...) Da ist die ausgezeichnete deutsche Sprachausgabe, das klasse Drehbuch, dem eben nicht wie in The Witcher 2 gegen Ende die Luft ausgeht. Es gelingt den Polen nicht nur sehr gut, eine mittelalterliche Fantasywelt zu zeigen, die von militärischen und sozialen Konflikten geprägt ist und voller moralischer Widersprüche steckt. Hinzu kommt diese fast schon verblüffende Hingabe in der Inszenierung dörflicher Milieus sowie der großen Stadt Novigrad. Es macht einfach Spaß, nur ganz langsam durch diese Welt zu spazieren. Wenn man davon genug hat, stürzt man sich in die nächste dramatische Quest, in der man über das Schicksal tragischer Gestalten entscheidet, oder man jagt in Traumkulisse mythische Ungetüme. Und das nicht über zehn, sondern hundert Stunden. Hut ab und Applaus!“

„Wo kriege ich schon so eine wunderschöne und glaubhafte Spielwelt zu Gesicht? Welches andere Spiel bietet mir solch ausdrucksstarke Charaktere? Wie selten erlebe ich derart abwechslungsreiche Nebenmissionen? The Witcher III bindet mich an seine Welt, weil ich dort Geschichten und Abenteuer abseits gewöhnlicher Genre-Pfade erlebe. Ich lausche jedem Gespräch aufmerksam, möchte sämtliche Winkel des Landes sehen, denke über meine Entscheidungen nach und zeige am Ende einiger Quests gar Reue ob deren Auswirkungen. (...) Andere Abenteuer werden es schwer haben, dieses Niveau zu erreichen, geschweige denn zu überbieten.“

„Wir wollen lieber nicht über The Witcher 3: Wild Hunt sprechen. Sonst müssten wir sie erzählen, all die großartigen Geschichten, die wir im Test erlebt haben. All die denkwürdigen Momente, all die Lacher, Wendungen und Schicksalsschläge. Zum Beispiel die Sache mit der verfluchten Adelstochter und den Ratten. Oder die Entscheidung, die wir treffen mussten, nachdem wir einen Werwolf von seinem Fluch befreit hatten. Wir müssten erzählen vom Scherzanruf in Frauenkleidern! Von Ronwid vom Sümpfle und der Jungfer Heidelbeer! Vom Geheimnis des blutigen Barons! Vom sich selbst teleportierenden Zauberturm! Vom Baby des Jarls! Von CSI Novigrad und Sherlock von Riva! Und natürlich von der Leuchtturm-Szene, du liebe Zeit, was haben wir gelacht! Wir müssten so vieles erzählen, wollen so vieles erzählen. Denn The Witcher 3 steckt voll mal großer, mal kleiner Geschichten, es packt uns, reißt uns mit, das ist die herausragende Stärke des Rollenspiels.“

### Grafikkontroverse
Im Vorfeld der Veröffentlichung kam es in Kundenkreisen zu Vorwürfen gegenüber CD Projekt wegen einer möglichen Reduzierung der Grafikleistung der PC-Version. Durch Vergleiche offizieller Marketingmaterialien (Trailer, Screenshots) wurden Unterschiede etwa beim Detailgrad der Rauch- und Partikeldarstellungen oder der Texturschärfe hervorgehoben. Befeuert wurde die Diskussion u. a. durch angebliche anonyme Insiderangaben, wonach ein erster Gameplaytrailer entstanden sei, bevor den Entwicklern die tatsächliche Hardwareleistung der neuen Konsolengeneration (PS4, Xbox One) bekannt gewesen wäre. Da diese die entsprechenden Leistung nicht hätten erbringen können, sei die Darstellungsleistung daher nachträglich an die schwächste Hardwareplattform angepasst worden. Die Gerüchte wurden von CD Projekt zunächst als unwahre Behauptung dargestellt, ansonsten jedoch nicht weiter kommentiert.
In einem Interview mit Eurogamer nach Veröffentlichung gaben CD-Projekt-Mitgründer Marcin Iwinski und Studioleiter Adam Badowski an, dass es aus Entwicklersicht kein Downgrade gegeben habe. Auch habe es sich bei dem zum Vergleich herangezogenen Werbetrailer tatsächlich um in Echtzeit berechnete Grafik in einer frühen Phase der Entwicklung gehandelt. Was als optischer Downgrade interpretiert worden sei, sei die Folge eines über Jahre andauernden Optimierungsprozesses gewesen, die durch das allmähliche Zusammenwachsen der verschiedenen Teile, z. B. der Freischaltung der offenen Spielwelt und dem dafür notwendigen Streaming der Grafikdaten für die flüssige Wiedergabe, notwendig geworden sei. Auch die Partikeleffekte hätten in dieser Form beispielsweise nicht beibehalten werden können, da diese ohne die zum Releasezeitpunkt noch nicht veröffentlichte Grafikschnittstelle DirectX 12 nicht reibungslos hätten umgesetzt werden können. Dafür habe es im Vergleich zur Entwicklungsversion für den Trailer 2013 auch deutliche grafische Aufwertungen und Verbesserungen gegeben, etwa bei der Größe der Spielwelt, der Bildwiederholungsrate oder der individuell gestalteten Umgebung. Iwinski und Badowski gaben an, in diesem natürlichen Entwicklungsprozess kein Problem für die öffentliche Meinung erkannt zu haben, weshalb das Studio zunächst auch nicht auf die Vorwürfe reagiert habe.

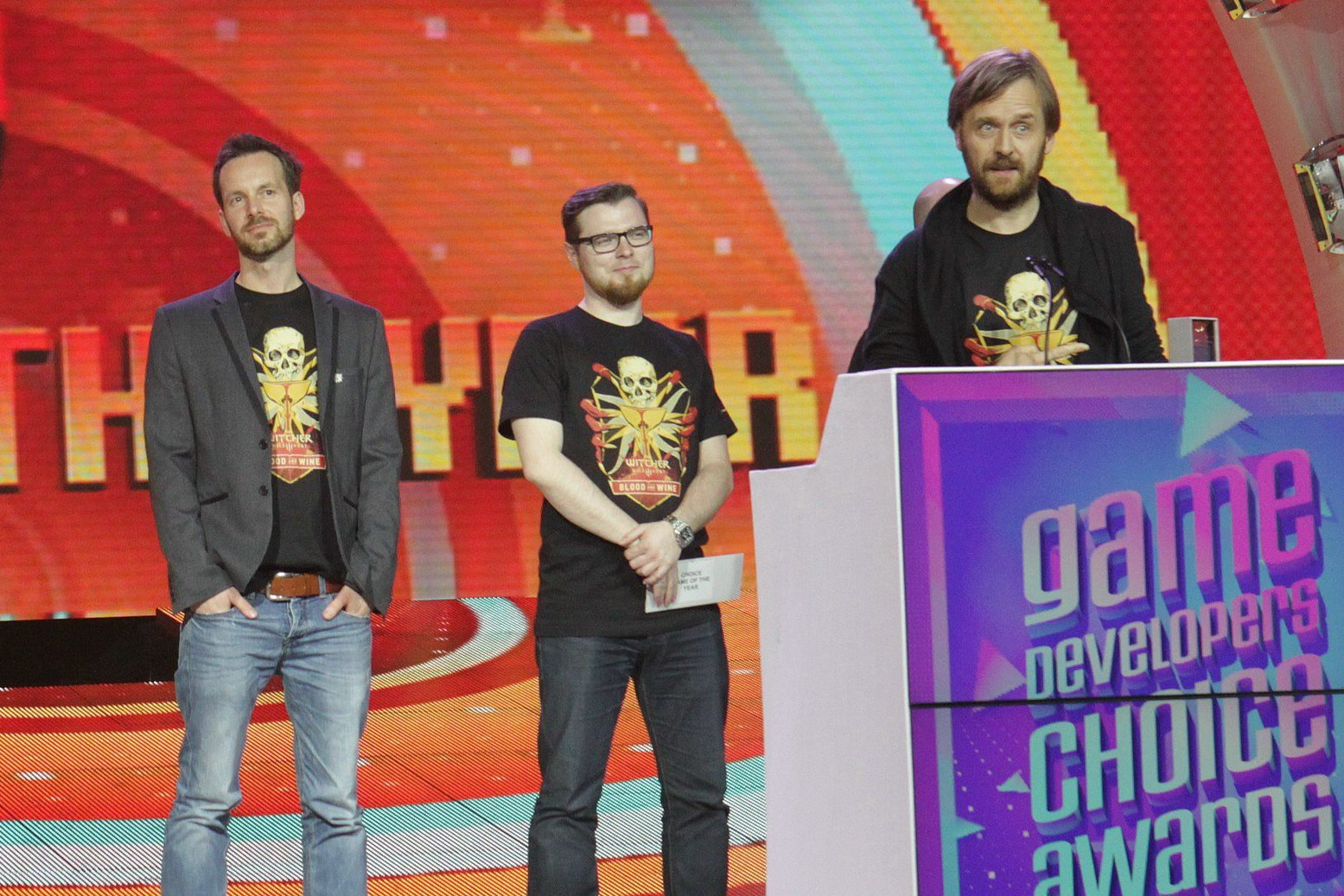
Entwickler beim Empfang der Spiel des Jahres-Auszeichnung bei den Game Developers Choice Awards 2016

Ähnliche Angaben machte Redakteur Philipp Reuther von der PC Games Hardware in einer Kolumne, in der er den Entwicklern neben den offensichtlichen Reduktionen auch erkennbare Verbesserungen in der Spielweltgestaltung oder dem Schatten-LoD attestierte. Auch sei die Wiedergabe des finalen Spiels im Gegensatz zu der noch auf der Gamescom 2014 präsentierten spielbaren Testversionen deutlich flüssiger, was er für das Spielerlebnis als wesentlich wichtiger bewertete. Er kritisierte die Versteifung auf Werbematerial als Grundlage für eine Beurteilung des Spiels und bezeichnete es als „nicht allzu schwer nachvollziehbar“, dass sich „die Optik eines Spiels während der Entwicklungsphase verändern kann, weil die eigenen Ansprüche des Studios sich als zu hoch erwiesen und das Spiel so schlecht oder gar nicht auf verbreiteter Hardware läuft“. Michael Graf von der GameStar bezeichnete die Kontroverse vor allem als Folge mangelhafter Kommunikation des Herstellers und daher als gerechtfertigt. The Witcher 3 sähe trotz erkennbarer Qualitätsunterschiede zu früheren Trailern weiterhin hervorragend aus und auch auf dem PC sei nochmal eine deutliche Steigerung gegenüber den Konsolenfassungen erkennbar. Schwerer wiege jedoch, dass CD Projekt das zuvor gegebene Versprechen nicht eingehalten habe, eine noch bessere Optik zu liefern, und die Gründe dafür nicht rechtzeitig offen mitgeteilt zu haben. Richard Leadbetter von Eurogamer äußerte Unverständnis, wieso erst kurz vor Veröffentlichung im Mai 2015 umfangreiche Vergleiche mit dem Werbetrailer von 2013 angestellt wurden, nachdem CD Projekt im gesamten Verlauf des Jahres 2014 Bildmaterial ausgegeben hatte, die der finalen Version des Spiels weitgehend entsprachen und auf keinerlei Proteste stießen. CD Projekt sei daher sehr wohl offen mit der Situation umgegangen, indem das Studio stets aktuelles Bildmaterial präsentierte. Der Kern des Problems läge jedoch in der gängigen Praxis, für Messen besonders optimiertes Bildmaterial (sog. bullshots, Kofferwort aus Bullshit und Screenshot) zu zeigen.

### Auszeichnungen (Auswahl)
Nach Angaben des Entwicklers erhielt „The Witcher 3“ mehr als 800 Auszeichnungen, davon rund 250 „Spiel des Jahres“-Auszeichnungen. Die Anzahl der „Spiel des Jahres“-Auszeichnungen wurde erst 2021 durch The Last of Us Part II übertroffen.
- The Game Awards 2014: „Das meisterwartete Spiel“[75]
- Golden Joystick Awards 2014: „Das meisterwartete Spiel“[76]
- BIU Sales Award in Gold: für mehr als 100.000 verkaufte Spiele auf einer Plattform (PlayStation 4)[77]
- The Game Awards 2015: Spiel des Jahres und bestes Rollenspiel[78]
- Golden Joystick Awards 2015: Ultimatives Spiel des Jahres und bestes Story-Telling[79]
- GDC Awards 2016: Beste Technologie und Spiel des Jahres[80]
- Deutscher Computerspielpreis 2016: Bestes Internationales Spiel, Beste internationale neue Spielwelt und Publikumspreis
- Academy of Interactive Arts & Sciences 2015: Hervorragendes Spieldesign, Handlung, Hervorragende Technik
- Game Developers Choice Awards 2015: Spiel des Jahres, Beste Technik
- Deutscher Computerspielpreis 2017: Publikumspreis (für Blood and Wine)
- Steam Award 2017: „Die Auswahl ist wichtig“[81]
- Steam Award 2018: „Beste Umgebung“[82]

### Verkaufszahlen
Kurz nach Veröffentlichung bezifferte CD Projekt RED die Vorbestellerzahlen auf 1,5 Millionen Exemplare. 500.000 dieser Vorbestellungen seien in den sieben Tagen vor Veröffentlichung hinzugekommen, nachdem zuvor erste Testergebnisse, Let’s Plays und Live-Streams veröffentlicht worden waren.
Am 9. Juni 2015 gab CD Projekt RED bekannt, dass „The Witcher 3“ sich nach zwei Wochen seit der Premiere insgesamt 4 Millionen Mal für PlayStation 4, Xbox One und PC verkauft hatte. Mit mehr als 690.000 verkauften Einheiten wurde die PC-Version am häufigsten über CD Projekt REDs digitalen Distributionservice Gog.com abgesetzt, deutlich mehr als die rund 580.000 Einheiten beim zweitgrößten Vertreiber Steam.
Sechs Wochen nach dem Release wurden von CD Projekt RED über 6 Millionen Spiele-Einheiten verkauft und die konkreten Gesamtkosten (Entwicklung und Marketing) mit bis zu 306 Millionen Złoty beziffert. Zusammen mit den beiden Erweiterungen (Add-Ons) erwirtschaftete CD Projekt RED mit dem Spiel bis März 2017 rund eine Milliarde Złoty (etwa 236 Millionen Euro) Umsatz. Durch den Release auf der Nintendo Switch im Oktober 2019 und die Netflixserie „The Witcher“, die Ende Dezember 2019 veröffentlicht wurde, stiegen die Gewinne im Vergleich zum Vorjahr um 554 Prozent.
Bis zum 31. März 2023 wurde das Spiel über 50 Millionen Mal verkauft. Von der gesamten „The Witcher“-Spiele-Reihe wurden bis zum 31. März 2023 weltweit mehr als 75 Millionen Einheiten abgesetzt.